# Saab 32 Lansen
Saab 32 Lansen (česky: Dřevec) byl dvoumístným celokovovým jednomotorovým proudovým stíhacím dolnoplošníkem Švédského letectva.

## Vznik

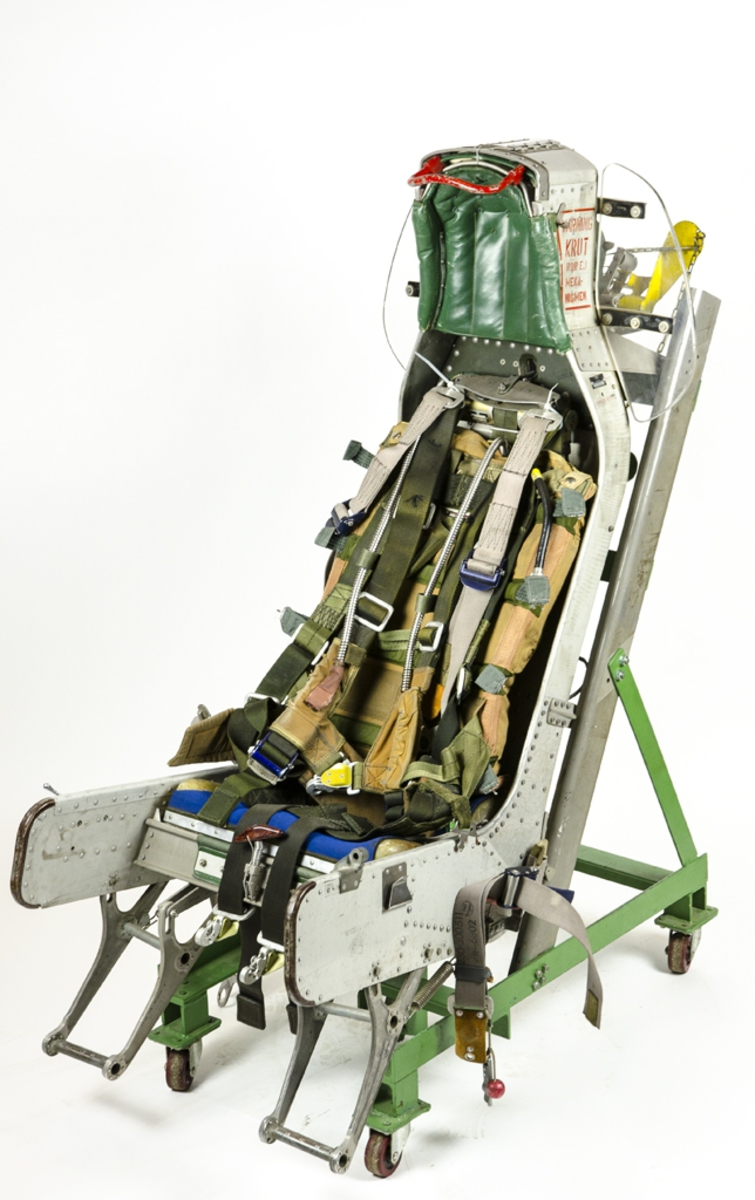
Vystřelovací sedadlo verze Saab A 32A Lansen

V prosinci 1948 předal Flygvapnet společnosti Svenska Aeroplan Aktiebolaget v Linköpingu specifikace požadovaného univerzálního bojového letounu. Měl plnit stíhací úkoly včetně hloubkových bitevních akcí proti pozemním i námořním cílům a fotografický průzkum za každého počasí. Letoun měl nést druhého člena posádky ve funkci radarového operátora. Pro jeho pohon se počítalo s domácím proudovým motorem STAL Dovern II. K ověření letových a bojových vlastností objednalo švédské letectvo čtyři prototypy k testům bitevní, stíhací a průzkumné verze. Čtvrtý pak posloužil při statických zkouškách.
Brzy po zahájení konstrukčních prací byl změněn požadavek na pohonnou jednotku, protože vývoj Dovernu II byl zastaven. SAAB se proto rozhodl pro britský letecký motor Rolls-Royce Avon RA.7R s přídavným spalováním. Ve Švédsku později došlo k jeho licenční výrobě.

## Vývoj

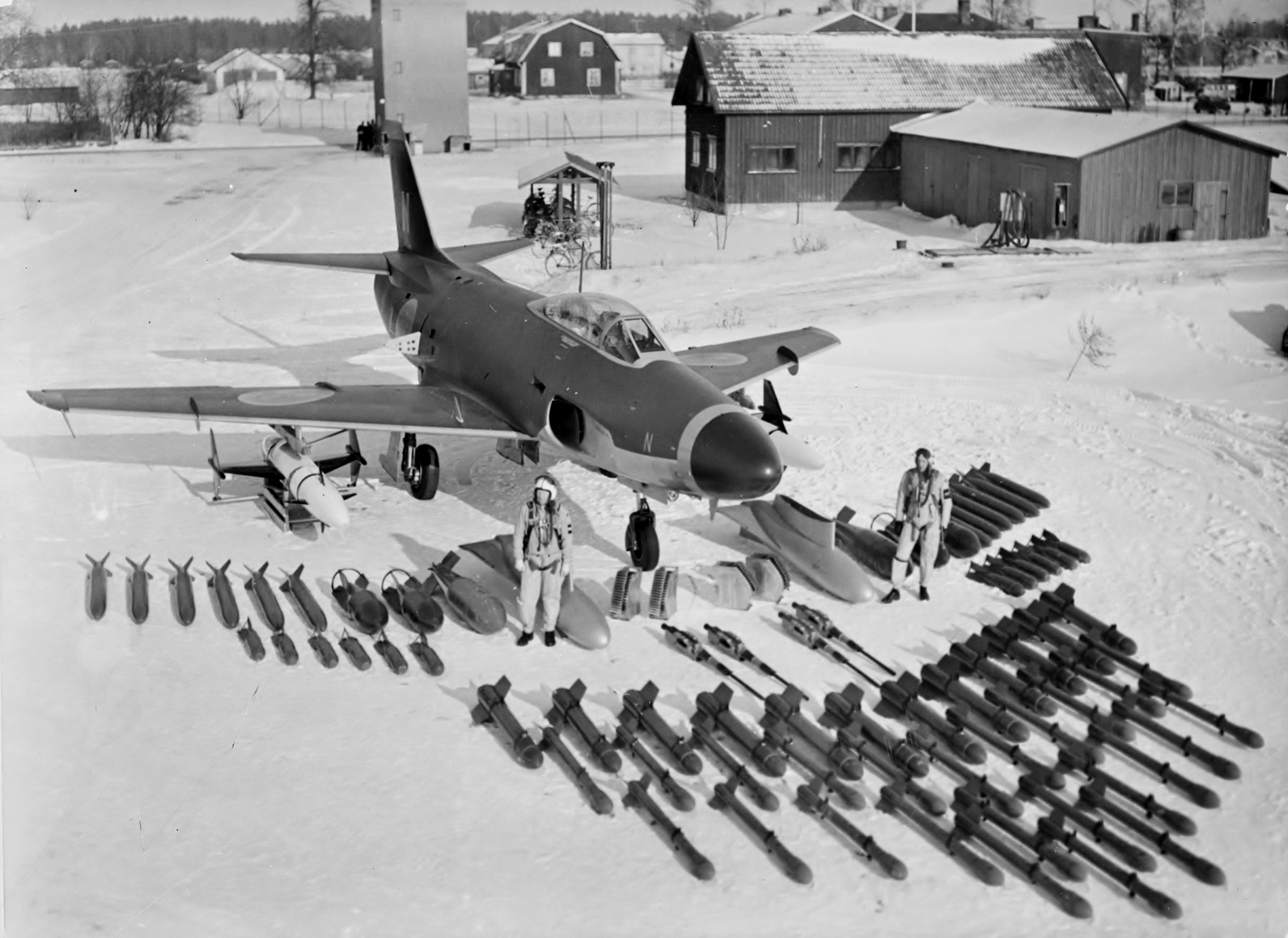
Varianty výzbroje letounu SAAB A 32 Lansen

První ze tří létajících prototypů byla bitevní verze SAAB A 32A Lansen zalétaná 3. listopadu 1952. Ještě před ukončením testů přišla v létě 1953 objednávka na sériovou výrobu stroje pro bitevní útvary Flygvapnetu. Během zkoušek, 25. října 1953, dosáhl prototyp Lansenu rychlosti M=1 jako vůbec první švédské letadlo. A 32A produkované do konce roku 1958 poháněly licenční motory Avon 100, označované ve Švédsku Svenska Flygmotor RM-5A. Hlavňovou výzbroj tvořila čtveřice pevných kanónů Hispano ráže 20 mm v přídi za radiolokátorem. Pod křídlem nesl bitevní Lansen závěsníky pro dvě řízené protilodní střely Robotavdelningen Rb 04, nebo dvanáct neřízených střel ráže 180 mm či 24 střel ráže 150 mm, popřípadě 135 mm. Pumy mohly být neseny v různých kombinacích, například 12 kusů po 100 kg, čtyři po 250 kg, nebo dvě po 500 kg. Jeden exemplář A 32A čísla 45 byl použit během testovacího programu AJ 37 Viggen.
Prototyp SAAB 32B byl zalétán 7. ledna 1957, což byla dvoumístná přepadová stíhačka pro boj v noci a za každého počasí. V útvarech Flygvapnetu sloužila pod označením J 32B. Vývoj této verze byl zahájen v roce 1955, pro vojenské letectvo se stavěla v létech 1958 až 1960. Nová verze měla instalovanou silnější pohonnou jednotku RM-6A (Avon 200) s přídavným spalováním vyvinutým ve Švédsku. Výzbroj tvořily čtyři kanóny Aden M/55 ráže 30 mm, spojených se zaměřovačem SAAB 56, víceúčelovým střeleckým systémem vyvinutým pro přepadové stíhání za každého počasí. Podkřídelní závěsníky mohly nést čtyři PLŘS Robotavdenlingen Rb 324, což byly upravené licenční Sidewindery. Montáž silnějšího motoru si vynutila zvětšení nasávacích otvorů a přívodních kanálů vzduchu uvnitř trupu.
Dne 26. března 1957 vzlétl prototyp fotoprůzkumné varianty SAAB S 32C s motorem Svenska Flygmotor RM-5A. Pod tímto označením pohonné jednotky se skrýval licenčně vyráběný Rolls-Royce Avon 100. Tato varianta měla upravenou příď trupu, jehož spodní část rozšiřovaly kapkovité výběžky, obsahující kombinaci svislých i šikmých fotografických kamer. K dalšímu vybavení patřilo elektronické vybavení pro noční navigaci a radarový průzkum. S 32C nenesly žádnou výzbroj.
V dubnu 1960 byl postaven poslední S 32C, 2. května opustil výrobní halu poslední J 32B. Později modifikované útočné verze nesly označení SAAB J 32E a J 32D.

## Nasazení
Počátkem roku 1956 převzala své první bitevní Lanseny A 32A bitevní letka F 17 dislokovaná v Ronneby. Postupně je následně do výzbroje zařadily letky F 6, F 7 a F 15.
Letouny J 32B od poloviny roku 1958 postupně vyzbrojovaly letky F 1 a F 12. S příchodem modernějších přepadových letounů Saab 35 Draken a Saab 37 Viggen byly stíhací Lanseny stahovány zpět do mateřského závodu, kde byly upraveny na standard bitevního A 32A.
Průzkumné SAABy S 32C sloužily od roku 1958 u letky F 11.

## Specifikace (J 32B)

### Technické údaje
- Osádka: 2
- Délka: 14,94 m
- Rozpětí: 13 m
- Výška: 4,65 m
- Nosná plocha : 37,4 m²
- Hmotnost (prázdný): 7 500 kg
- Maximální vzletová hmotnost: 13 500 kg
- Pohonná jednotka: 1 × proudový motor Svenska Flygmotor RM 6A
  - Tah: 47 kN (65,3 kN s přídavným spalováním)

### Výkony
- Maximální rychlost: 1 200 km/h
- Dolet: 2 000 km
- Dostup: 15 000 m
- Stoupavost: 100 m/s

### Výzbroj
- 4 x 30mm kanón ADEN, 90 střel každý
- 4 x střela vzduch-vzduch Rb 24
- 4 × 75mm střely vzduch vzduch v kontejneru A